# Ferme du château de Trappes
La ferme du château de Trappes est une ancienne ferme implantée à Trappes dans les Yvelines sur les ruines d'un château du XIIIe siècle.  

## Le château
L'ancien château, dans la ville fortifiée ( villa muralis ) de Trappes, datait du XIIe siècle ou XIIIe siècle. Ce château ne servit de demeure à aucun seigneur, il s’agissait plutôt d’un gite d’étape, un lieu entretenu et apprêté pour le coucher du roi. 
Il fut successivement la propriété de plusieurs abbayes royales, du Monastère Notre-Dame d'Argenteuil, de l'Abbaye de Saint-Denis puis des dames de la Maison royale de Saint-Louis à Saint-Cyr, et sera transformé en ferme dès la fin du XVIIe siècle. 
Le château était constitué de plusieurs corps de logis avec une cour au milieu, fermée de murs et flanqué de onze tourelles (la dernière tourelle surmontant l'entrée est abattue vers 1920), entouré de fossés remplis d'eau avec un pont-levis. Le porche de l'entrée donnait sur la place du four banal, utilisé par la population locale pour cuire son pain contre une redevance payée au seigneur, vassal des Abbés de Saint-Denis. 

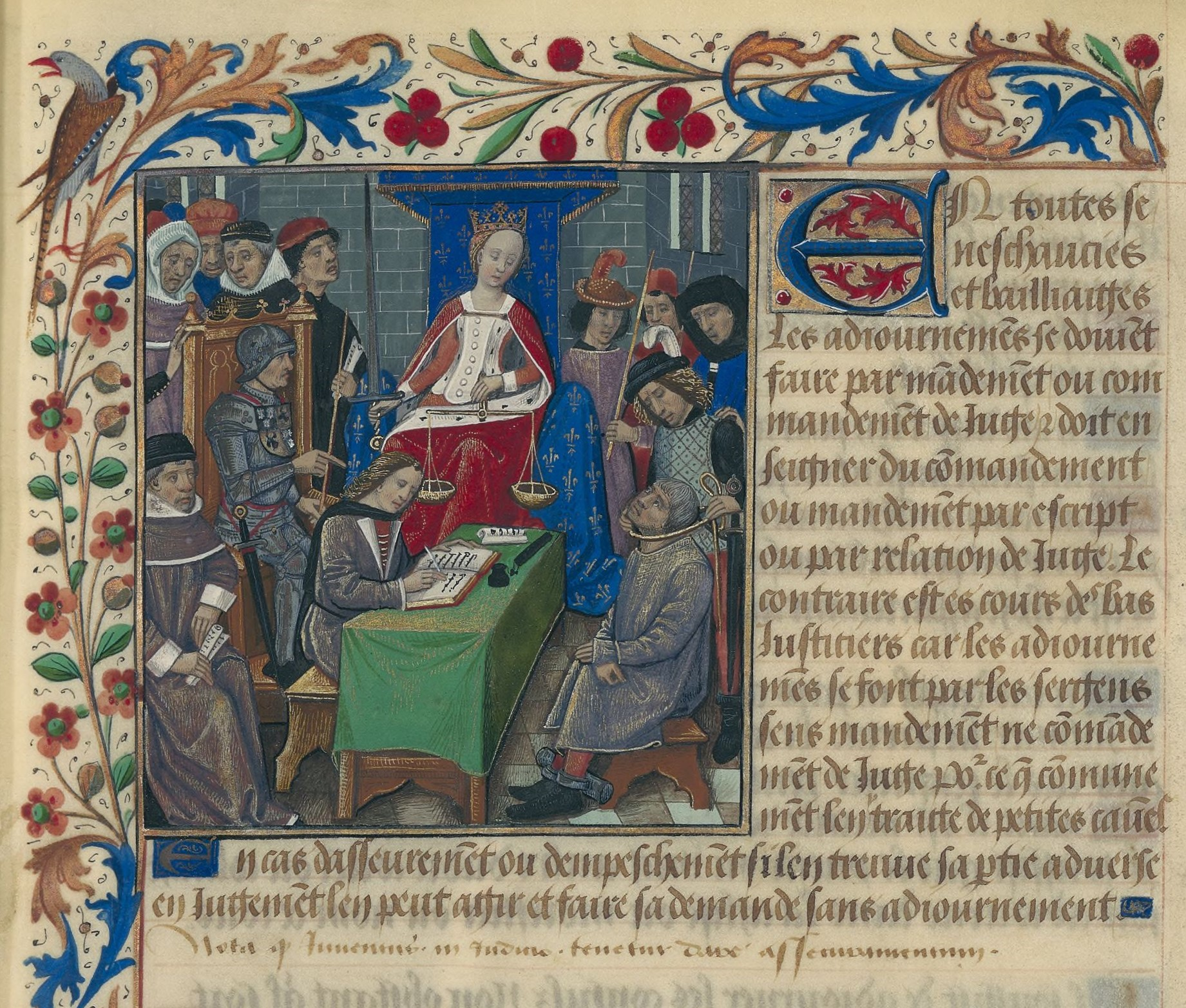
Scène de Justice, miniature au début du Style du droit français de Jean Masuyer

C’est dans le château que s’exerçait la justice. La salle d’audience et la prison se trouvaient dans deux tourelles contigües, on localise aujourd’hui, la prison par les marques de barreaux aux fenêtres. Les décisions de justice étaient exécutées rue du Martray.

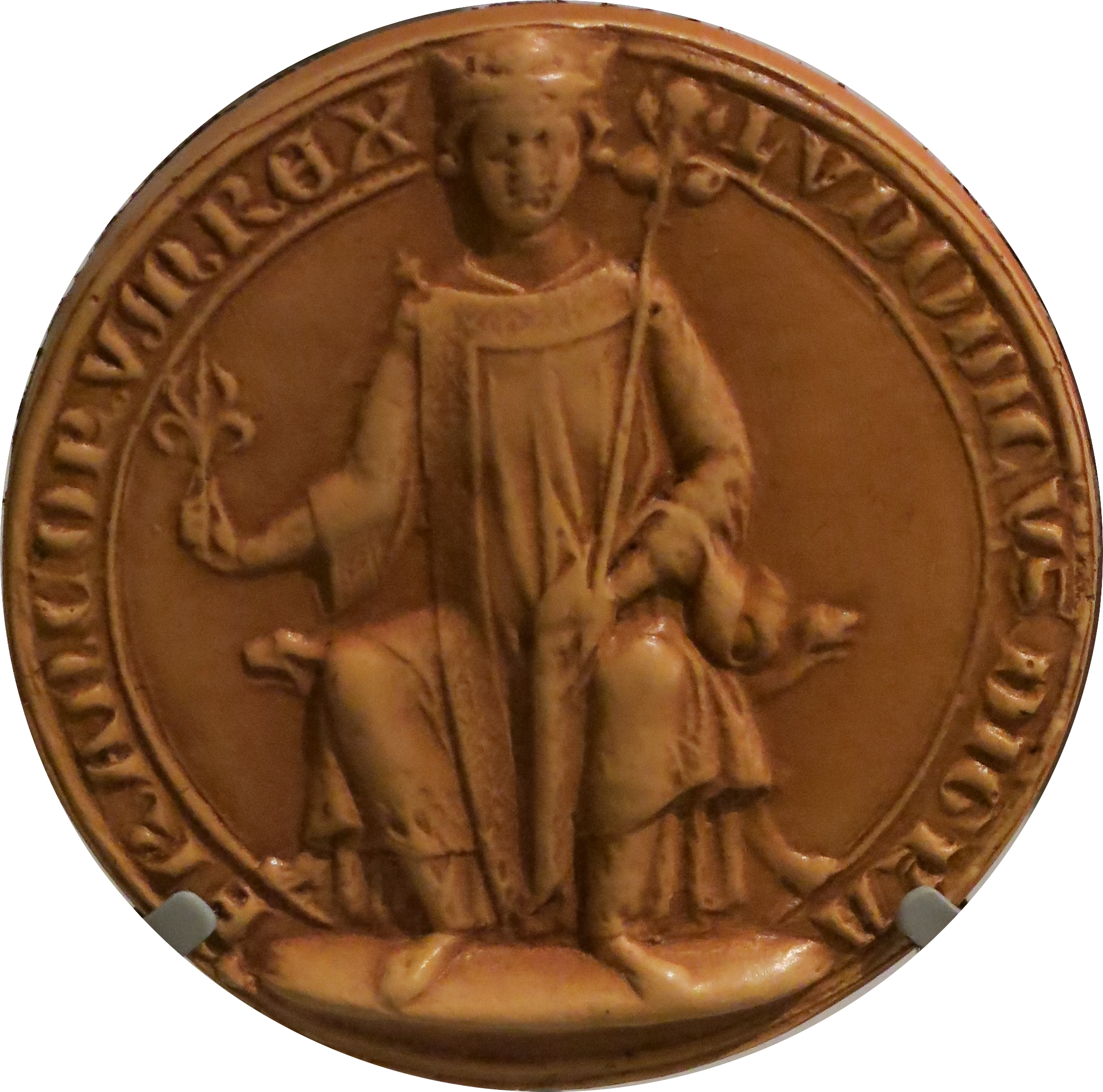
Sceau de majesté de Louis, dit Saint Louis.

Louis IX, Saint Louis passe au moins à deux reprises à Trappes : le 3 avril 1255 et le 18 avril 1259 . D’autres rois sont mentionnés par épisode, comme Louis X le Hutin ou encore Henri IV, qui aimaient chasser dans les forêts alentour, et bien sûr Louis XIV, qui y vint pour inspecter les travaux du réseau hydraulique pour les fontaines du domaine de Versailles.
Au XIVe siècle, Jean Rigaud, chevalier, est nommé capitaine du château de Trappes par le dauphin Charles, régent du royaume.
Au cours de la guerre de Cent Ans, le village de Trappes (Trapes) a été occupé et pillé. Les populations de Trappes et Élancourt se réfugient au château de Trappes ou dans la ferme fortifiée de la Boissière, contre les incursions des « routiers » et des « écorcheurs ». Le « Prince Noir », Edward Plantagenet, dit Édouard de Woodstock Brackembury, en 1356, mène ses troupes au pillage de Trappes (déjà fortement ravagé par Bouchard IV de Montmorency).  Pendant l'été 1358, durant la Jacquerie, Étienne Marcel et les chefs insurgés de Paris envoient des notables, Pierre Gilles, épicier, et Pierre des Barres, orfèvre, pour incendier le manoir du chevalier Jean Rigaud, capitaine de la forteresse de Trappes ,. En 1450, comme de nombreux villages proches, Saint-Cyr, Jouy-en-Josas, Trappes a été dévasté.

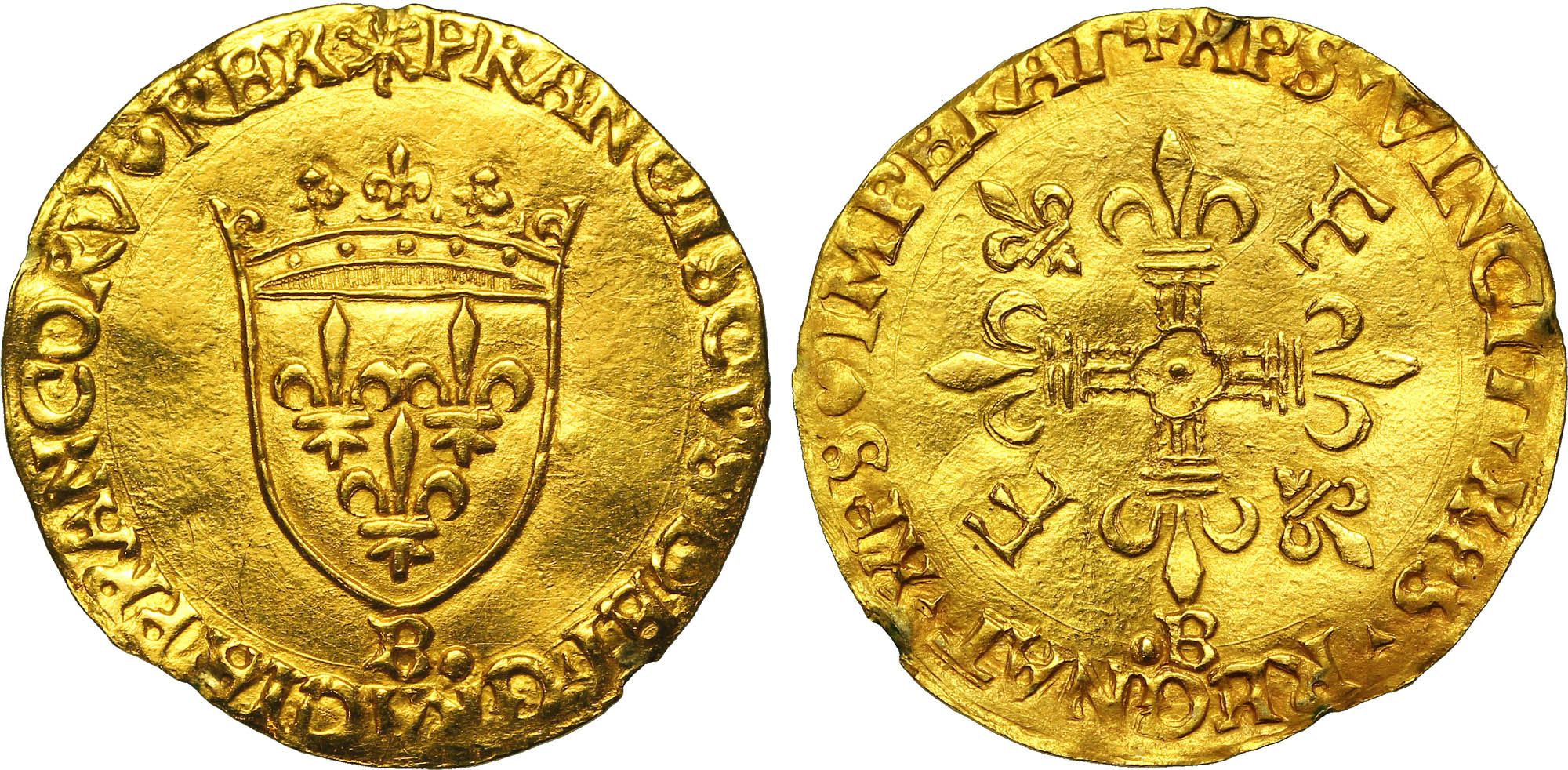
Écu d'or au soleil François Ier.

François Ier, qui y déjeuna, en 1547 fit relever ses fortifications. Pendant les guerres de Religion et la Fronde, les occupations et les pillages, notamment entre 1585 et 1652, le château a servi de refuge aux habitants des localités voisines : Montigny-le-Bretonneux, Élancourt, les Clayes et Bois-d’Arcy.
Dès la fin du XVIe siècle le château de défense n’a plus d’utilité car les guerres se sont déplacées hors de la région. Les murs d’enceinte du village fortifié ne sont plus entretenus. Les murs et les bâtiments de la place forte vont abriter une ferme.
Un bracelet de bronze a été découvert au lieu-dit « Le Petit mont », au fond à droite de la cour de la ferme du château de Trappes. Découverte qui figure sur la carte archéologique de Seine-et-Oise dressée par la Commission des Antiquités en 1889, inscrite au XIXe siècle sur le registre des antiquités gallo-romaines et déposées à l'ex. Musée d'histoire naturelle de Versailles dont les collections ont été dispersées.
Les vestiges d'une synagogue, datant du Moyen Âge, étaient encore localisés en 1887 dans la cour de l'ancien château,.
Au début des années 1970, la commune acquiert l'ancien parc du château entre la ferme et la route départementale 912 et le transforme en espace public, l’actuel « parc Le Village ».  
La transmission de ce patrimoine du plateau de Trappes participe à l’histoire de France.

## La ferme

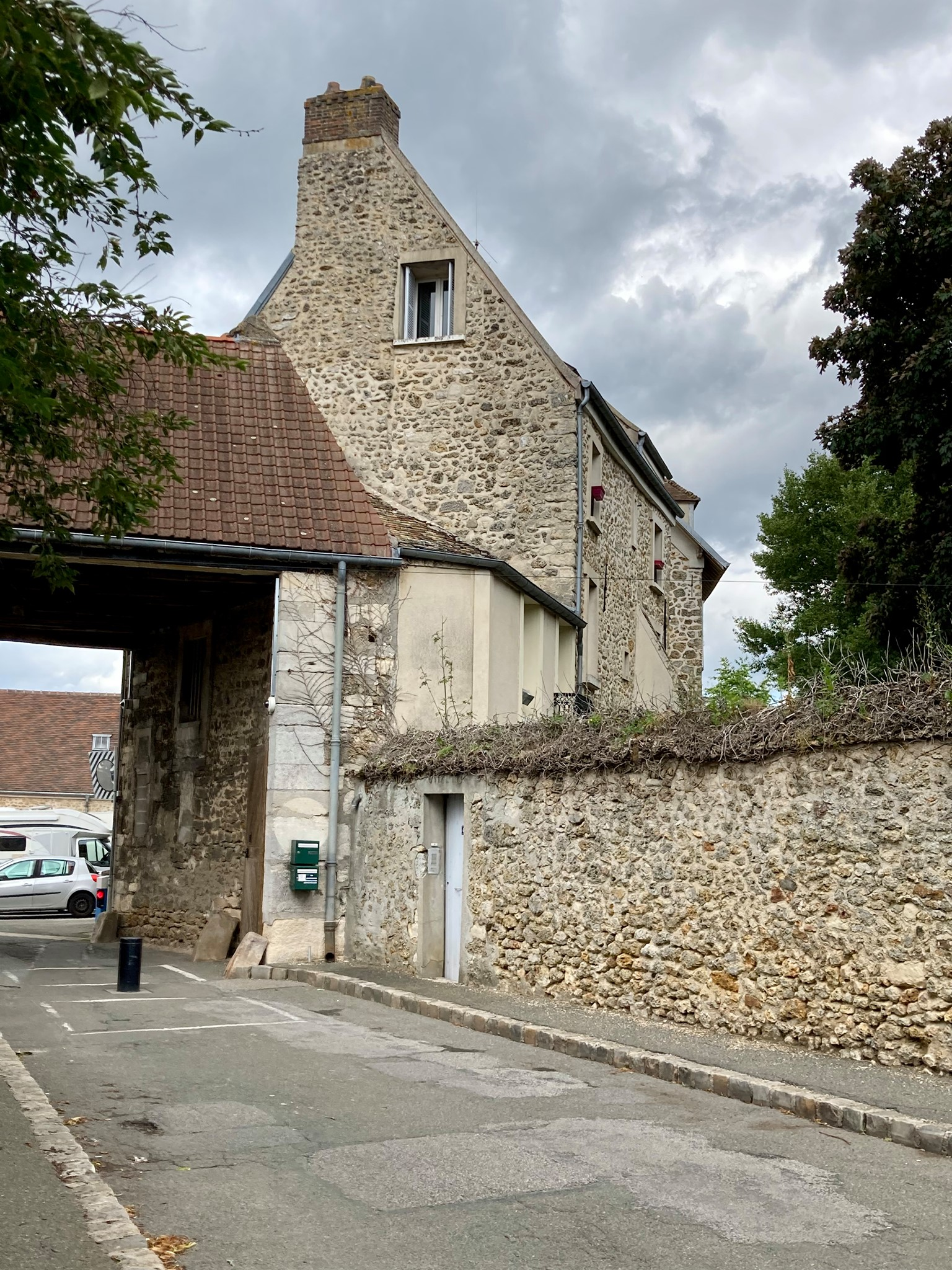
Entrée de la Ferme du château de Trappes.

En 1686, ces terres agricoles passent des mains de l’abbaye de Saint-Denis à celles des Dames de Saint-Cyr (maison royale de Saint-Louis), qui charitablement œuvrent pour les pauvres et installent un local dans l’ancien château pour les coucher. Les dames de Saint-Cyr louent la ferme et les terres à des fermiers, dont les Dailly. Sous la Révolution, la ferme sera vendue au moment de la vente des biens nationaux ; c'est Thomas Pluchet, époux de Denise Dailly, qui la rachète en 1792
. Jusque-là fermier laboureur des fermes de La Tremblaye à Bois-d'Arcy (dont il est le premier maire), et de Gally à Saint-Cyr, Thomas Pluchet abandonne la première début 1794 pour commencer à cultiver celle de Trappes, mais il meurt accidentellement en décembre 1795. Sa femme prend la relève à Trappes. Leur fils Vincent Charlemagne Pluchet, qui prend leur succession en 1806 fera de la ferme du Château l'une des exploitations les plus réputées du département, il est l'inventeur, en 1829, d'une charrue qui porte son nom. Lui succéderont son fils Emile Pluchet, le fils de ce dernier Eugène Pluchet, puis Camille Pluchet neveu d'Eugène.  
En 1920, la famille Pluchet revend les terres et l'exploitation agricole et loue les bâtiments de la ferme du château avant de les vendre en 1945. C'est la famille Cuypers, immigrants belges, qui achète l'ensemble de l'exploitation et des bâtiments.

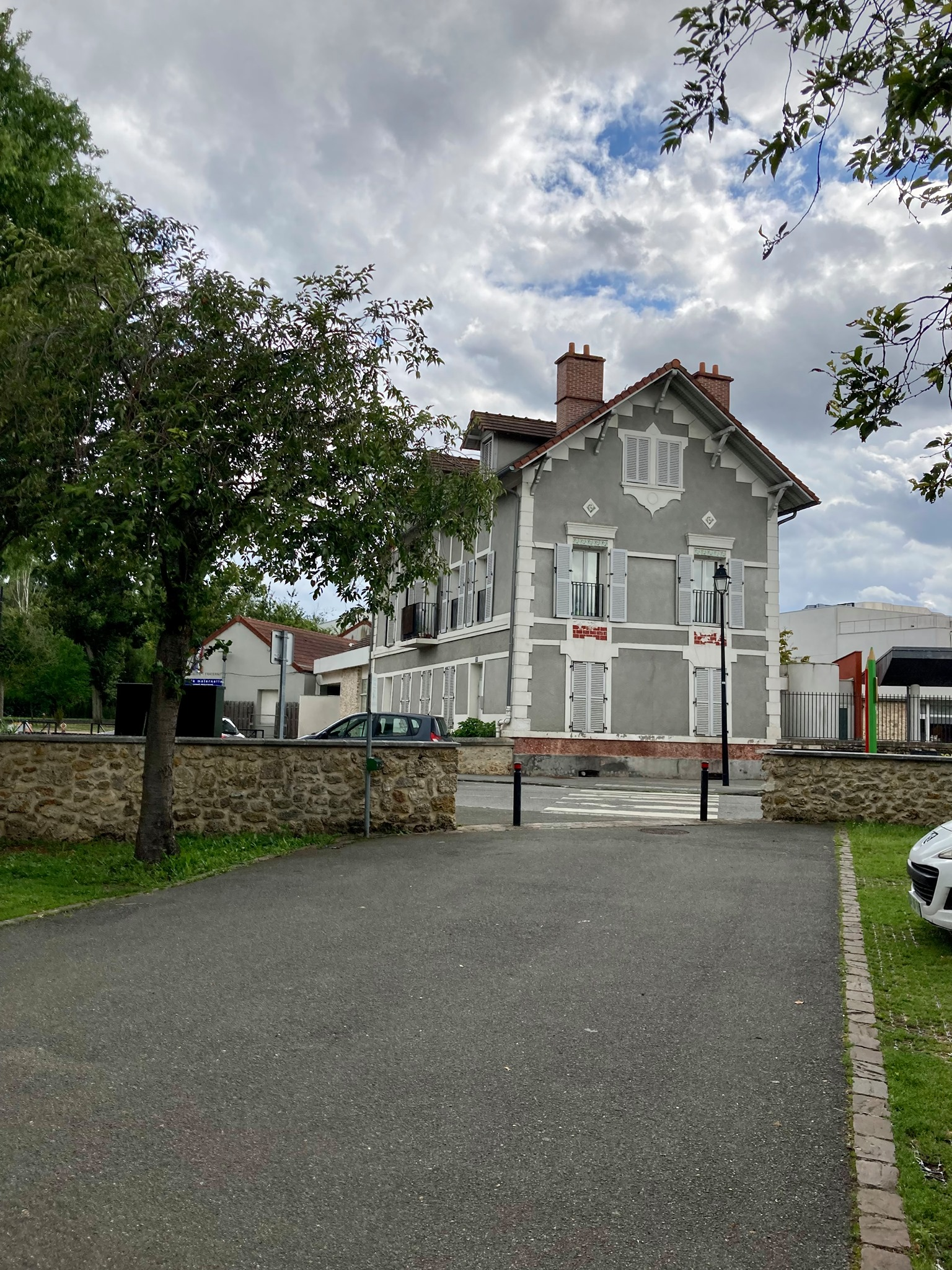
Ecole Laurent Mourguet

La ferme du château de Trappes est une ancienne ferme implantée sur les ruines du château. L’ensemble des bâtiments, avec ses anciennes douves (que l'on devine encore, rue du Martray), ses lieux de stockage et ses logis d’habitation pour les fermiers et leurs employés constitue un exemple représentatif d’architecture rurale, aujourd'hui transformée en logements et en locaux d'activités. Le porche monumental de l'entrée de l'actuel centre technique municipal est édifié à l'endroit où se trouvait le pont-levis principal du château de Trappes. Les pierres chasse-roue, placées à l'entrée du porche témoignent de l'évolution de la place fortifiée. En face, le bâtiment d’habitation de la ferme Vaugien a été réhabilité, il accueille désormais les quatre classes de la nouvelle école maternelle Laurent Mourguet.
Une mare mentionnée dès le Moyen-Âge subsiste dans la seconde cour de la ferme et semble effectivement exister depuis l’édification du château de défense. Au XIXe siècle, on la retrouve dessinée contigüe aux bâtiments de la ferme sur le plan cadastral napoléonien relevé en 1811, tout comme sur le relevé géographique de l’armée réalisé en 1887. Milieu humide favorable au développement d’un écosystème végétal et animal, alimentée par les eaux pluviales, elle est réaménagée en 2017 pour conserver la biodiversité existante.
Un tableau, don à la Ville de Monsieur Claude Erker, peintre décorateur, retraité trappiste, intitulé "La Ferme à Port Royal" (huile sur toile de 46 cm x 61 cm), représente l'arrivée de la dernière moisson à la ferme. Ce bien  est inscrit dans l’inventaire du patrimoine de la Commune.
Les anciens propriétaires des lieux (les Pluchet puis les Cuypers) ont été des personnages importants dans l’histoire du domaine.
L’existence d’un tableau, réalisé sur la ferme et conservé jusqu’à ce jour, montre l’intérêt porté à ce patrimoine.